# 貿易戰

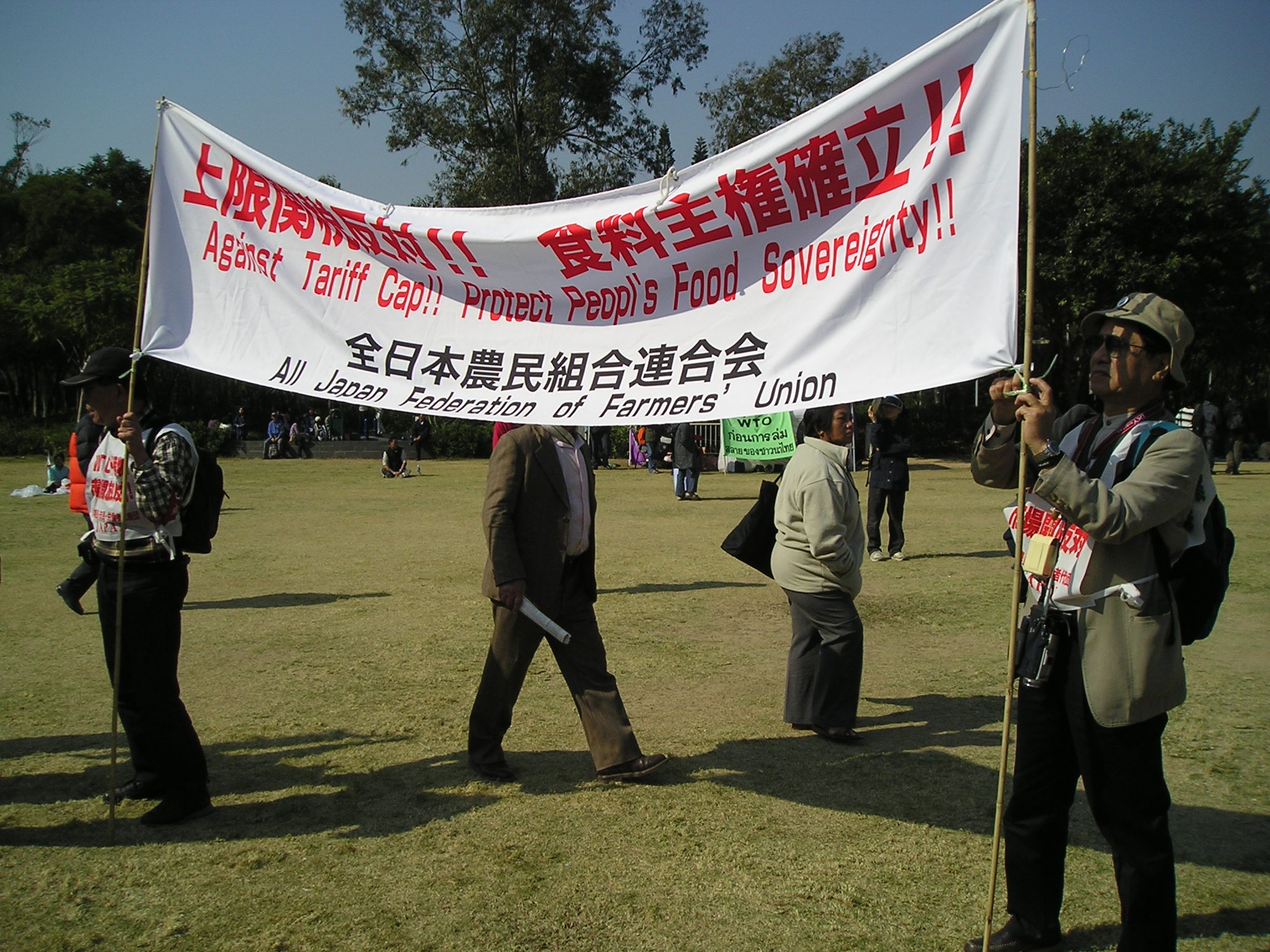
日本農民抗議撤除保護性關稅集會，害怕壁壘撤除後國產農品失去競爭力

貿易戰（英語：trade war），是兩國或多國透過關稅等貿易手段發動的貿易衝突，意圖在改善本國的貿易餘額。是扩大战争范围，将对方的贸易作为打击对象的战争手段。貿易戰曾經又被稱為貿易糾紛或商戰。

## 历史
尤其在海战中貿易戰是一个重要的破坏对方经济的战略手段。非常著名的贸易战有1806年拿破仑·波拿巴针对英国施加的大陆封锁和第二次世界大战中德国试图封锁英国的贸易战。
清末，郑观应在《盛世危言》中就提出了“商战”这一口号，当时外国商品涌入中国市场，使中国国民经济遭到了极为严重的破坏，对外贸易连年巨额逆差，打击了民族工商业。郑观应鉴于此，认为“商能灭人之国”、“习兵战不如习商战”，主张以商业为中心全面发展资本主义经济，以做到“中国所需于外洋者，皆能自制；外国所需于中国者，皆可运售”。
广义地今天将世界贸易的过程中不同国家通过施加税收（關稅）对其它国家地区的经济政策施加压力的争执。这样的经济斗争在各大经济体系如美国与欧洲联盟（如香蕉贸易战）、美国与日本、美国与韓國、美国与中国、美国与加拿大、中国与日本、中國與韓國、中國與俄羅斯之间常常发生。世界贸易组织试图建立一个被所有国家接受的规则来防止这样的贸易战发生。

## 外部連結
- http://www.investopedia.com/terms/t/trade-war.asp （页面存档备份，存于）